# Perruche des Antipodes
Cyanoramphus unicolor
Espèce
Statut de conservation UICN

 VU D2 : Vulnérable
Statut CITES
La Perruche des Antipodes (Cyanoramphus unicolor), aussi appelé Kakariki des Antipodes, est une espèce d'oiseaux de la famille des Psittacidae.

## Description
Ce psittacidé mesure environ 30 cm pour une masse de 99 à 219 g. Elle ressemble beaucoup à la Perruche de Sparrman (Cyanoramphus novaezelandiae) hormis l'absence de marques rouges sur la tête.

## Répartition
Cet oiseau est endémique des îles des Antipodes en Nouvelle-Zélande. Elle se rencontre sur l'île des Antipodes, l'île Bollons, l'île Leeward, l'île Inner Windward et l'île Archwa.

## Reproduction
La Perruche des Antipodes niche dans des cavités creusées dans la terre.

## Alimentation
Cet oiseau a un régime alimentaire dépendant à 65 % des feuilles de Poa litorosa. Il peut également consommer des cadavres, des œufs de manchots et des poussins de pétrels tués au nid.

## Population
Les effectifs de cette espèce étaient estimés à entre 2 000 et 3 000 individus en 1981. Elle est donc vulnérable et pourrait disparaître en raison de l'introduction volontaire ou accidentelle de prédateurs ou de compétiteurs, cet archipel devenant une destination de pêche.

## Captivité
La Perruche des Antipodes est un oiseau rare en captivité en dehors de la Nouvelle-Zélande où il est élevé avec succès.